# Ambasada RP w Mińsku

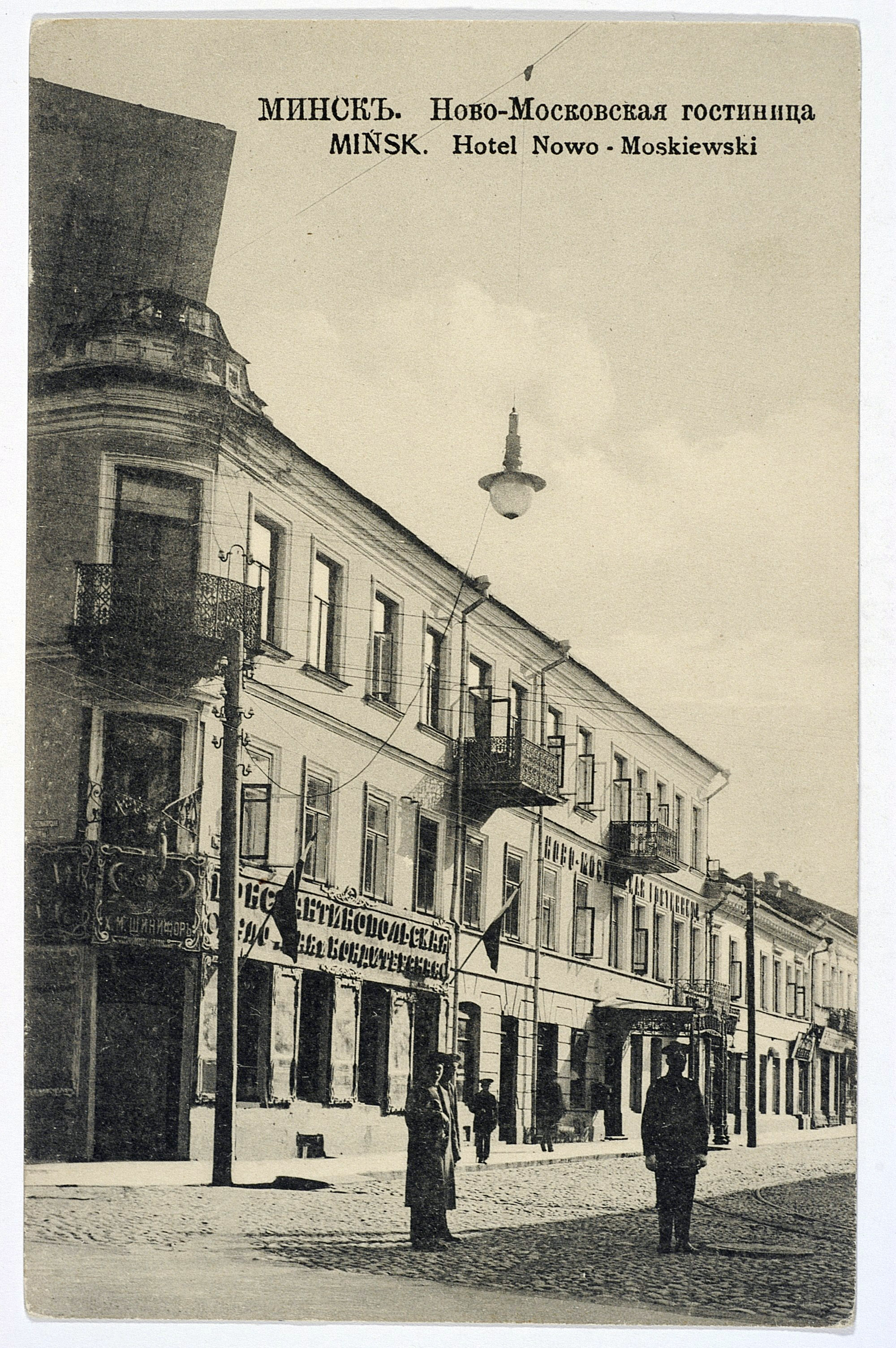
budynek ówczesnego Hotelu Nowo-Moskiewskiego na rogu ówczesnych ulic Zacharewskiej i Gubernatorskiej, b. siedziba Konsulatu Generalnego Polski w Mińsku (1924-)

Ambasada Rzeczypospolitej Polskiej w Republice Białorusi z siedzibą w Mińsku (biał. Пасольства Рэспублікі Польшча ў Мінску) – polska misja dyplomatyczna w stolicy Białorusi.

## Historia

### Okres do 1939
W okresie międzywojennym w Mińsku na początku lat dwudziestych funkcjonowała filia spółki „Mosdelpol”, pełniąca rolę nieformalnego quasi-poselstwa RP. Następnie stosunki na tyle się unormowały, że w latach 1924–1939 pracował w Mińsku polski urząd konsularny w randze konsulatu generalnego, na I piętrze domu Mielcara, budynku b. hotelu Nowo-Moskiewskiego (Нова-Маскоўская гасцініца), róg ówczesnych ulic Zacharewskiej i Gubernatorskiej (Захар'еўска і Губернатарска 84/28, дом Мельцара), współcześnie administrowanego przez spółdzielnię mieszkaniową przy ul. Sowieckiej 84 (Советская ул., Савецкая вул.) (1924–1938). Pomieszczenia te były zajmowane wcześniej przez mińską ekspozyturę delegacji RP w Komisji Mieszanej ds. Repatriacji z BSRR i USRR (1924–1927).
Konsulat Generalny RP w Mińsku został utworzony na podstawie uchwały Rady Ministrów RP z 30 maja 1924 w sprawie uznania państwa radzieckiego. Jego okręg konsularny obejmował terytorium Białoruskiej Socjalistycznej Republiki Radzieckiej. Bezpośredni nadzór sprawowało Poselstwo w Moskwie.

### Okres 1945–1992
Pomimo wyrażenia przez władze radzieckie zgody na uruchomienie konsulatu polskiego w Mińsku już w 1945, ponowne jego otwarcie nastąpiło dopiero 20 marca 1972, z siedzibą w pałacyku przy ul. Rumiancewa 6 (Румянцева ул.).

### Okres po 1992
W budynku przy ul. Rumiancewa mieściła się też otwarta w 1992 Ambasada RP. W 2012 przeniesiono ją na ul. Krapotkina 91a (вул. Крапоткіна), w 2014 do budynku przy ul. Z. Biaduli 11 (вул. З. Бядулі).

## Podział organizacyjny
- Wydział Konsularny (biał. Консульскі аддзел), ul. Krapotkina 91a (вул. Крапоткіна 91a)
- Instytut Polski w Mińsku (biał. Польскі Інстытут у Мінску), ul. Wołodarskiego 6
- Referat Finansowy
- Konsulat Generalny Rzeczypospolitej Polskiej w Brześciu (biał. Генеральнае консульства Рэспублікі Польшча), ul. Kujbyszewa 34 (вул. Куйбышава)
- Konsulat Generalny Rzeczypospolitej Polskiej w Grodnie (biał. Генеральнае консульства Рэспублікі Польшча), ul. Budionnego 48a (вул. Будзённага)

## Kierownicy placówki
- 1924–1925 – Jan Karczewski, sekretarz legacyjny, wicekonsul, kierownik konsulatu generalnego
- 1925–1926 – Stanisław Eska
- 1926–1927 – Tadeusz Perkowski, sekr. poselstwa w Moskwie, kier. konsulatu gen.
- 1927–1928 – Witold Kolankowski, sekr. poselstwa, kier. konsulatu gen.
- 1928–1930 – Henryk Jankowski, sekretarz legacyjny, kier. konsulatu gen.
- 1930–1932 – Konstanty Symonolewicz, radca ambasady, kier. konsulatu gen.
- 1931–1935 – Bohdan Jałowiecki, prow. radca poselstwa, radca poselstwa, I sekr. ambasady, prow. wicekonsul, kier. konsulatu gen.
- 1935–1939 – Witold Okoński, sekr. ambasady, wicekonsul, kier. konsulatu gen.
- 1939 – Kazimierz Rudzki, sekr. ambasady, kier. konsulatu gen.

- 1972- – Roman Wacławski, konsul generalny
- –1974 – Alojzy Walaszek, konsul generalny
- 1982–1987 – gen. Jan Raczkowski, konsul generalny
- 1987–1990 – gen. Mieczysław Obiedziński, konsul generalny
- 1990–1991 – Tadeusz Myślik
- 1992 – Elżbieta Smułkowa, chargé d’affaires
- 1992–1995 – Elżbieta Smułkowa
- 1995–1996 – Marek Ziółkowski, chargé d’affaires
- 1996–1998 – Ewa Spychalska
- 1998–1998 – Piotr Żochowski, chargé d’affaires
- 1998–2002 – Mariusz Maszkiewicz
- 2002–2005 – Tadeusz Pawlak
- 2005 – Marian Siemakowicz, chargé d’affaires
- 2005 – Tadeusz Pawlak
- 2005–2006 – Aleksander Wasilewski, chargé d’affaires
- 2006–2010 – Henryk Litwin
- 2010–2011 – Witold Jurasz, chargé d’affaires
- 2011–2015 – Leszek Szerepka
- 2016–2018 – Konrad Pawlik
- 2018 – Michał Chabros, chargé d’affaires
- 15 maja 2018 – 31 sierpnia 2023 – Artur Michalski (6 października 2020 w związku z pogorszeniem stosunków polsko-białoruskich, Artur Michalski został wezwany na konsultacje do Warszawy, formalnie pozostając ambasadorem do 31 sierpnia 2023)
- 6 października 2020 – styczeń 2024 – Marcin Wojciechowski, chargé d’affaires
- od stycznia 2024 – Krzysztof Ożanna, chargé d’affaires[11]